# Max Barthel
Max Barthel, född 17 november 1893 i Loschwitz nära Dresden, död 28 juni 1975 i Waldbröl, var en tysk proletärförfattare.
Barthel var under lång tid fabriksarbetare, men övergick senare, efter första världskriget, till skrivande på heltid. I Versen aus den Argonnen (1916) skildade han krigets verklighet, och i andra skrifter, bland annat Arbeiterseele (1920) gav han bland annat uttryck åt sin kommunistiska övertygelse. Berättelsen Die Mühle zum toten Mann (1927) skildrade slaget vid Verdun under första världskriget, ett slag som också gick under namnet "Toter-Mann-Mühle" ("Dödmanskvarn"). Denna bok brändes under bokbålen i Tyskland 1933. På svenska finns barn- och ungdomsboken Sammansvärjningen på heden: tre pojkars upplevelser. Den har utgivits ett par gånger (1935 och 1946).